# Meara Conway
Pour les articles homonymes, voir Conway.
Meara Conway  est une femme politique provinciale canadienne de la Saskatchewan. Elle représente la circonscription de Regina Elphinstone-Centre à titre de députée du Nouveau Parti démocratique de la Saskatchewan depuis 2020.